# Clément Dupont
Clément Bernard Dupont (ur. 11 kwietnia 1899 w Argelès-Gazost, zm. 1 listopada 1993 w Mérignac) – francuski rugbysta grający na pozycji łącznika młyna, olimpijczyk, zdobywca srebrnego medalu w turnieju rugby union na Letnich Igrzyskach Olimpijskich w 1924 roku w Paryżu.

## Kariera sportowa
W trakcie kariery sportowej związany był z klubami Stadoceste tarbais, SA Bordelais, Racing Club de France oraz FC Lourdes.
Z reprezentacją Francji zagrał w turnieju rugby union na Letnich Igrzyskach Olimpijskich 1924. Wystąpił w obu meczach tych zawodów, w których Francuzi na Stade de Colombes rozgromili 4 maja Rumunię 61:3, a dwa tygodnie później przegrali z USA 3:17. Wygrywając z Rumunami, lecz przegrywając z USA zajęli w turnieju drugie miejsce zdobywając tym samym srebrne medale igrzysk.
W reprezentacji Francji w latach 1923–1928 rozegrał łącznie 16 spotkań nie zdobywając punktów.